# Giuseppe Martini
Giuseppe Martini (San Giuliano Terme, 27 agosto 1924 – Asciano di San Giuliano Terme, 24 settembre 2007) è stato un partigiano ed esperantista italiano.

## Biografia
Conseguì il diploma di geometra nel 1943, a Pisa. 
Conobbe l'esperanto tramite il professor Giuseppe Pacelli, autore di due grammatiche della lingua; nel 1969 conseguì il diploma di terzo grado (il più elevato) da parte dell'Istituto Italiano di Esperanto.
Nel 1970 è stato eletto presidente del Gruppo Esperantista Pisano. Nel 1972 ha organizzato il Congresso Nazionale di Esperanto a Pisa; dal 1973 al 2000, ricoprendo la carica elettiva di membro del Consiglio Nazionale della Federazione Esperantista Italiana, ha mantenuto l'incarico di collaboratore alla organizzazione dei congressi nazionali annuali.
Fra il 1970 e il 1990 ha tenuto corsi di esperanto a studenti universitari presso la Facoltà di Giurisprudenza; fino al 2002 ha inoltre tenuto corsi presso l'Università degli Adulti di Pisa, di cui è stato cofondatore.
Nel 2000 ha ricevuto dal Capo dello Stato la onorificenza di Cavaliere dell'Ordine al merito della Repubblica Italiana.
Colpito da una malattia invalidante, è deceduto il 24 settembre 2007.